# 世界はあなたに笑いかけている
「世界はあなたに笑いかけている」（せかいはあなたにわらいかけている）はLittle Glee Monsterの12枚目のシングル。2018年8月1日にソニー・ミュージックレコーズから発売された。

## 概要
前作「ギュッと/CLOSE TO YOU」から約4ヶ月ぶりとなる13枚目のシングル。
- オリコン最高位は6位となったが、2025年時点で初動・累計共に最も多いシングルである。

### 楽曲解説
世界はあなたに笑いかけている
- コカ・コーラ2018年度年間イメージソングに使用され話題を呼んだ楽曲。「第60回日本レコード大賞」では作曲賞を受賞し、「第69回NHK紅白歌合戦」では約200人の学生達と歌唱した。
- ミュージック・ビデオには、プライベートでも親交がある伊藤美誠選手をはじめ、早稲田大学男子チアリーディング部や同志社香里高等学校ダンス部など様々な場所で活躍するヒーローたち12組が出演し、様々なヒーローたちが奏でる音とLittle Glee Monsterの生歌が共存した作品となっている[3]。公式YouTubeチャンネルにて公開されたミュージック・ビデオは2000万回再生を超えており、MTV Video Music Awards Japanでは最優秀撮影賞を受賞した。

MY HOME
- 2018年に開催した初のアリーナツアーにて開催した、大阪城ホール公演の為にメンバー自身が作詞した楽曲。内容は、開催当時のメンバー5人の内4人が大阪に縁のある為、大阪から東京へ上京した当時の心情や、大阪・家族への感謝の気持ちが描かれている。初披露の模様を、毎日放送「ちちんぷいぷい」にて放送され、披露の際には番組司会者である山本浩之によるギター演奏とともに披露された。その後、番組のエンディングテーマに使用された。

## リリース

### 形態
| 発売日       | レーベル    | 最高順位 | 販売形態 | 規格品番    | 備考    |
| ------------ | ----------- | -------- | -------- | ----------- | ------- |
| 2018年8月1日 | gr8!records | 6位      | CD+DVD   | SRCL-9820/1 | 初回盤A |
| 2018年8月1日 | gr8!records | 6位      | CD+DVD   | SRCL-9822/3 | 初回盤B |
| 2018年8月1日 | gr8!records | 6位      | CD       | SRCL-9824   | 通常盤  |

### 特典
出典：
- 応援店舗 - 告知ポスター
- HMV - A4サイズクリアファイル
- タワーレコード - オリジナルポストカードA
- WonderGOO/新星堂 - オリジナルポストカードB
- TSUTAYA - オリジナルポストカード（全5種からランダム1種）
- Amazon.co.jp - オリジナル缶バッジ

## 収録曲

### CD
通常盤・初回盤共通
| 01           | 世界はあなたに笑いかけている                | いしわたり淳治・丸谷マナブ | 丸谷マナブ   | 丸谷マナブ   | 3:53  | MV - YouTube |  |  |
| 02           | MY HOME                                     | Little Glee Monster        | Carlos K.    | Carlos K.    | 4:10  |              |  |  |
| 03           | 青い風に吹かれて                            | いしわたり淳治・丸谷マナブ | 丸谷マナブ   | 丸谷マナブ   | 3:459 |              |  |  |
| 04           | 世界はあなたに笑いかけている -instrumental- |                            |              |              | 3:51  |              |  |  |
| 合計収録時間 | 合計収録時間                                | 合計収録時間               | 合計収録時間 | 合計収録時間 | 15:53 |              |  |  |

### DVD
初回盤A
| #  | 曲名                              | 備考 |
| -- | --------------------------------- | ---- |
| 01 | Feel Me -Live on 2017.11.19-      |      |
| 02 | ダイヤモンド -Live on 2017.11.19- |      |
| 03 | きっと大丈夫 -Live on 2017.11.19- |      |
| 04 | ギュッと -Live on 2018.03.25-     |      |
| 05 | MY HOME -Live on 2018.03.25-      |      |

初回盤B
| #  | 曲名                                       | 備考         |
| -- | ------------------------------------------ | ------------ |
| 01 | 世界はあなたに笑いかけている -Music Video- | MV - YouTube |
| 02 | CLOSE TO YOU -Music Video-                 | MV - YouTube |

## 収録作品
世界はあなたに笑いかけている
- 『FLAVA』(#1)
  - 通常盤にはシングル・ヴァージョンに加え、winter ver. (#1・通常盤 Disc 2)・Lead Vocal Off ver. (#5・通常盤 Disc 2) が収録。
- 『SING for ONE 〜みんなとつながる。あしたへつながる。〜』(#9)
- 『GRADATI∞N』(#1・Disc 2)
- 『UNLOCK!』(#5・通常盤 Disc 2）
  - 2024ver.で収録。

MY HOME
- 『FLAVA』(#9)

青い風に吹かれて
- 『FLAVA』(#11)
- 『GRADATI∞N』(#14・Disc 2)

## ライブ映像作品
| 曲名                         | 公演                                                                   | 備考                 |
| ---------------------------- | ---------------------------------------------------------------------- | -------------------- |
| 世界はあなたに笑いかけている | Little Glee Monster MTV Unplugged                                      |                      |
| 世界はあなたに笑いかけている | Little Glee Monster Live in BUDOKAN 2019〜Calling Over!!!!!            |                      |
| 世界はあなたに笑いかけている | Little Glee Monster 5th Celebration Tour 2019 〜MONSTER GROOVE PARTY〜 | Live Video - YouTube |
| 世界はあなたに笑いかけている | Little Glee Monster 5th Celebration Tour 2019 〜MONSTER GROOVE PARTY〜 | Live Video - YouTube |
| 世界はあなたに笑いかけている | Little Glee Monster Live Tour 2022 Journey                             |                      |
| 世界はあなたに笑いかけている | Little Glee Monster Live Tour 2023 ”Fanfare“                           |                      |
| 世界はあなたに笑いかけている | Little Glee Monster Live Tour 2024 “UNLOCK!”                           |                      |
| 世界はあなたに笑いかけている | Little Glee Monster 10th Anniversary Live                              |                      |
| 青い風に吹かれて             | Little Glee Monster Live in BUDOKAN 2019〜Calling Over!!!!!            |                      |
| 青い風に吹かれて             | Little Glee Monster Live Tour 2022 Journey                             |                      |
| 青い風に吹かれて             | Little Glee Monster Live Tour 2023 ”Fanfare“                           |                      |

## 世界はあなたに笑いかけている -winter ver.-
「世界はあなたに笑いかけている -winter ver.-」（せかいはあなたにわらいかけている ウィンター・ヴァージョン）は、Little Glee Monsterの2枚目のデジタル・シングル。2018年11月9日にソニー・ミュージックレコーズから配信。

### 概要
- 本曲は、コカ・コーラ2018年度年間イメージソングとして起用されていた『世界はあなたに笑いかけている』のウィンターヴァージョン。「コカ・コーラ ウィンターキャンペーン あの人に贈ろう」篇TVCMに起用された。
- リリース以降長らく披露されることは無かったが、2024年12月24日に開催された「10th Anniversary Christmas Special Live」にて初披露された。

### 収録曲
| #  | 曲名                                       | 作詞                       | 作曲       | 編曲       | 時間 | 備考 |
| -- | ------------------------------------------ | -------------------------- | ---------- | ---------- | ---- | ---- |
| 01 | 世界はあなたに笑いかけている -winter ver.- | いしわたり淳治・丸谷マナブ | 丸谷マナブ | 丸谷マナブ | 4:45 |      |